# بينتي إكونين
بينتي إكونين (بالفنلندية: Pentti Ikonen)‏ (9 مايو 1934 – 24 مارس 2007) هو سبّاح فنلندي راحل، مثّل بلاده في الألعاب الأولمبية الصيفية 1952.

## روابط خارجية
بينتي إكونين على موقع الاتحاد الدولي للسباحة (الإنجليزية)
- بينتي إكونين على موقع أوليمبيديا (الإنجليزية)